# Malmö Redhawks
Malmö Redhawks (tidligere Malmö IF, MIF, MIF Redhawks) er en svensk ishockeyklub, der har vundet det svenske mesterskab i ishockey to gange ( hhv. 1992 og 94). Klubben har også vundet EM for klubhold i 1992. Klubben har hjemmebane i Malmö Arena. Klubben spiller fra sæsonen 2015-16 i SHL.

## Historie
Før 1972 var klubben en del af Malmö FF. Men folkene i fodboldklubben syntes efterhånden at ishockey-afdelingen var blevet for dyr og derfor blev ishockey-afdelingen skilt fra under navnet Malmö IF.
Efter at have tilbragt de første år i de lavere rækker satser klubben stort i 1988 anført af byggematadoren Percy Nilsson. Man henter en række navne til klubben, ikke mindst målmanden for Sveriges landshold, Peter Lindmark. Målet er helt klart at etablere sig som en magtfaktor i svensk ishockey. I andet forsøg lykkes det i 1990 at rykke op i eliteserien. Herefter er klubben i en årrække med i toppen af svensk ishockey med de to svenske mesterskaber i 1992 og 1994 som de absolutte højdepunkter.
I sæsonen 2004-05 rykkede klubben ud af den svenske eliteserie for første gang. Efter denne sæson trækker Percy Nilsson sig som formand efter at han er blevet dømt for skattefusk med nogle spilleres lønudbetalinger. Han blev dog senere frikendt ved en højere retsinstans.
Sæsonen 2005-06 tilbringes i Allsvenskan. Her viser man klassen og det lykkes relativt enkelt at sikre sig oprykning til eliteserien.
Sæsonen 2006-07 bliver ingen succes. Mange spillere hentes ind og ligeså mange ryger ud. På isen fungerer spillet ikke og klubben rykker ned i Allsvenskan igen efter blot en enkelt sæson i Eliteserien.

### Ny arena og økonomiske problemer
Den nye multiarena Malmö Arena med plads til ca 12 600 tilskuere bliver klubbens nye hjemmebane fra sæsonen 2008-09. På isen kniber det dog med at levere præstationer der kan matche de fine nye rammer. Det meste af sæsonen ligger man udenfor de pladser der spiller om oprykning til Elitserien. Undervejs i sæsonen rammes klubben desuden af alvorlige økonomiske problemer bl.a. som følge af finanskrisen. Samtlige spillere fritstilles eftersom klubben ikke kan garantere lønudbetalinger og adskillige spillere vælger at forlade klubben, mens hele syv junior-spillere indlemmes i senior-truppen for at erstatte de spillere der har forladt klubben. Blandt de spillere der vælger at blive i klubben er de to danske landsholdsspillere Jesper Damgaard og Nichlas Hardt. Holdet får en nytænding efter de økonomiske problemer og begynder at levere bedre resultater på isen og med få kampe tilbage i HockeyAllsvenskans grundspil har man stadig en reel chance for at kvalificere sig til slutspillet om oprykning til Elitserien.

## Danske spillere
- Frans Nielsen (2001-05)
- Kim Staal (1996-2006)
- Peter Hirsch (2004-05)
- Jesper Damgaard (1993-2000, 2008-2011)
- Lasse Degn (2003-04)
- Nichlas Hardt (2008-11, 2016-19)
- Fredrik Storm (2012-2020)
- Oliver Lauridsen (2020-2023)
- Markus Lauridsen (2020-2024)
- Matias Lassen (2017-?)

## "Fredede" numre
- Nr 18 – Patrik Sylvegård
- Nr 25 – Kaj Olsson
- Nr 05 - Roger Nordström